# Tempio di Artemide Leucofriene

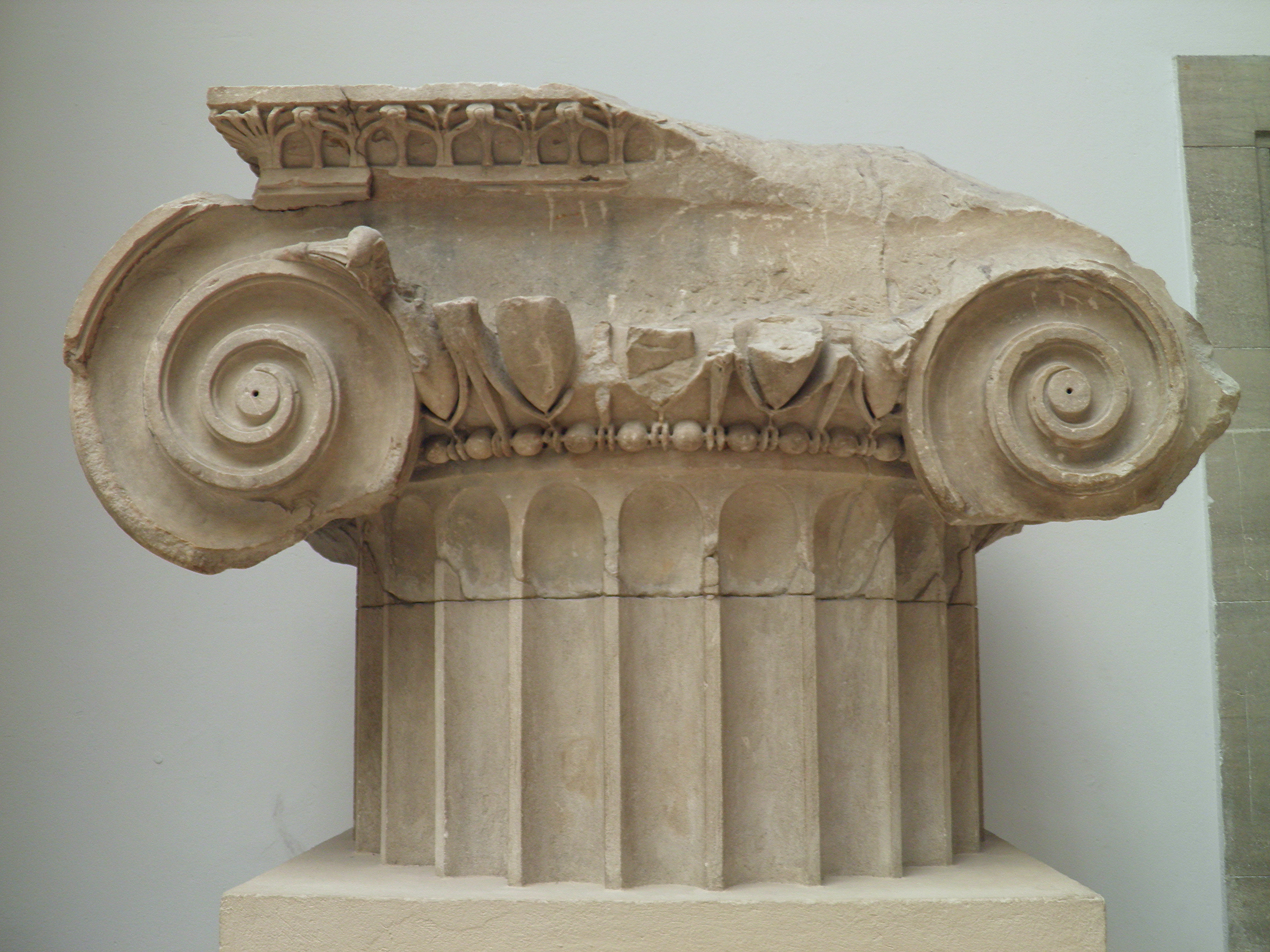
Capitello ionico dal tempio nel Pergamonmuseum di Berlino

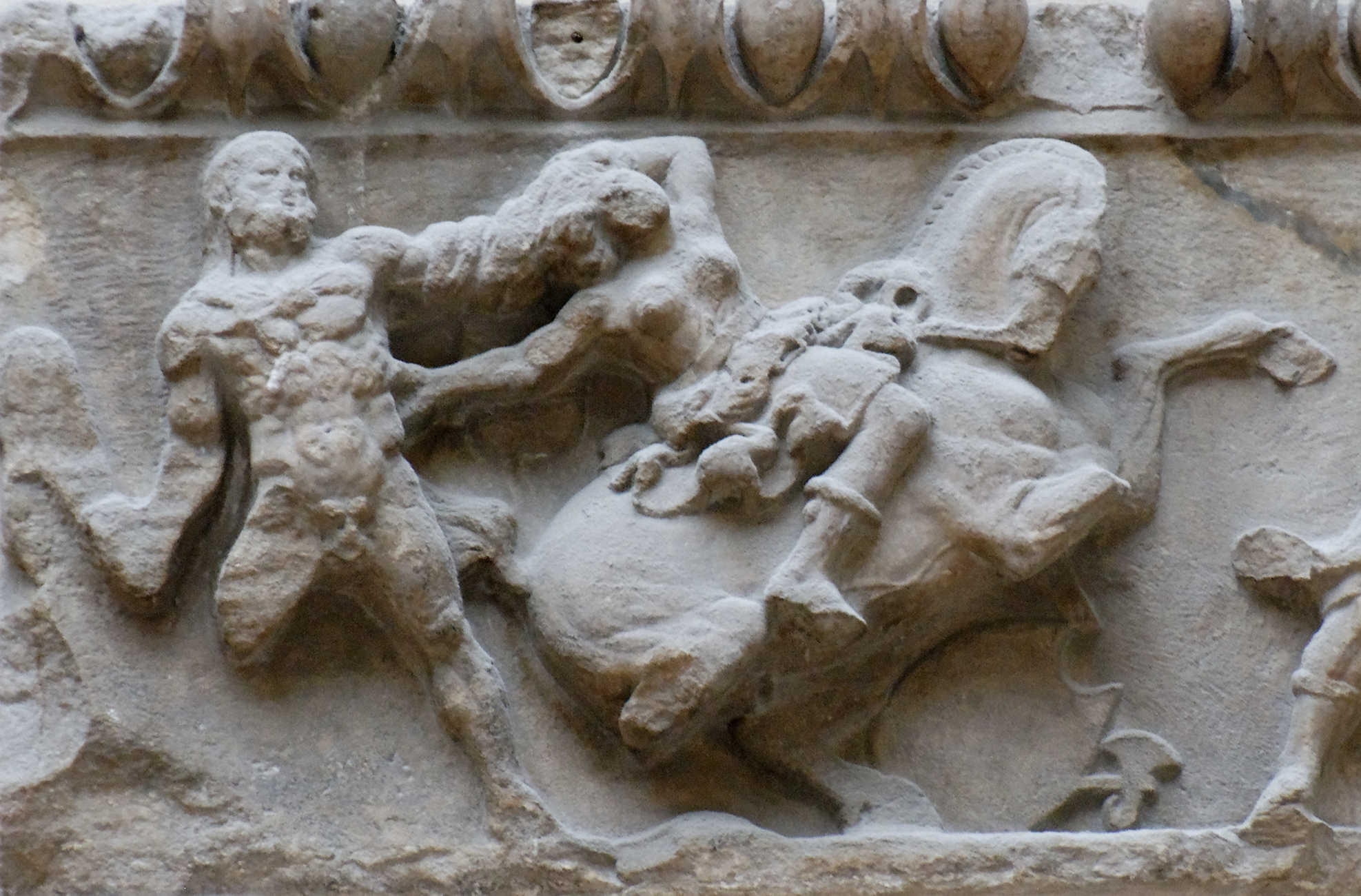
Frammento del fregio del tempio con Amazzonomachia, al Museo del Louvre di Parigi

Il tempio di Artemide Leucofriene era un tempio greco ellenistico eretto alla fine del III secolo a.C. nella città di Magnesia al Meandro, in Caria (Asia Minore, oggi in Turchia), opera dell'architetto Ermogene.
Era consacrato ad Artemide Leucofriene (Leukophryene, ovvero "dalle sopracciglia bianche"), probabilmente una dea-madre locale, considerata fondatrice della città, assimilata ad Artemide.
Il tempio era di ordine ionico, ottastilo (con otto colonne in facciata) e con quindici colonne sui lati. Secondo Vitruvio, l'architetto Ermogene, vi avrebbe impiegato per la prima volta la pianta pseudodiptera. Fu oggetto di un trattato scritto dallo stesso Ermogene che ebbe grande fortuna e l'edificio divenne dunque un modello per i templi ionici.

## Storia
Il tempio ellenistico, in marmo, sorse su un precedente tempio ionico in calcare del VI-V secolo a.C., i cui resti sono stati visti nel corso degli scavi. Doveva trattarsi in origine di un santuario extraurbano, ma agli inizi del IV secolo a.C. la città nuova era stata rifondata nei pressi del santuario stesso, che si apriva sulla'agorà cittadina.
Il tempio ellenistico venne riconosciuto inviolabile dai Romani dopo la pace di Apamea del 188 a.C.e ancora da Silla, ai tempi delle guerre mitridatiche.

### Cronologia
La cronologia del tempio ellenistico è stata discussa dagli studiosi: gli scavatori del tempio avevano proposto una datazione al 225-200 a.C. (ultimo quarto del III secolo a.C.), mentre altri propendevano per una data più recente, intorno al 150-125 a.C. (terzo quarto del II secolo a.C.). Più recentemente, i maggiori dati ottenuti sul periodo di attività di Ermogene e sulla data di costruzione degli altri due templi che gli sono stati attribuiti (tempio di Dioniso a Teos e tempio di Zeus Sosipolis ancora a Magnesia), hanno permesso di ipotizzare una data di costruzione anteriore al 190 a.C., quando, in seguito alla vittoria nella battaglia di Magnesia, alla dea patrona della città venne attribuito l'appellativo di Nikephoros.

## Descrizione

### Pianta e proporzioni
L'edificio sacro sorgeva su una crepidine di 8 gradini. l'ultimo dei quali di altezza maggiore. (dimensioni dello stilobate: 31,60 x 57,89 m). Il penultimo gradino, con pedata più ampia, costituiva una sorta di passaggio intorno alla peristasi.
La peristasi era costituita da otto colonne sulla fronte e da 15 sui lati lunghi (con un rapporto prossimo a 1:2 tra larghezza e lunghezza) Le due colonne al centro dei lati brevi hanno un interasse maggiore; i fusti delle colonne angolari, maggiormente sollecitate, avevano un diametro maggiore  (1,407 m invece di 1,387 m).
La distanza tra le colonne (intercolumnio) (3,94 m) non corrisponde a 2 volte e 1/4 il diametro della colonna, come Ermogene avrebbe prescritto nei suoi trattati secondo Vitruvio (ritmo eustilo).
L'edificio della cella ha un rapporto di 1:3 tra larghezza e lunghezza ed è suddiviso in un ampio pronao con quattro colonne tra ante, di dimensioni uguali alla cella vera e propria, nella cella, suddivisa in tre navate da due file di quattro colonne, e nell'opistodomo, di lunghezza pari alla metà della cella. Gli assi dei muri e i colonnati interni sono rigorosamente allineati con le colonne della peristasi.

### Alzato
In alzato l'ordine ionico si caratterizza con fusti snelli e slanciati (altezza di circa 9 volte il diametro). Anche la trabeazione appare leggera (altezza circa 1/4 di quella della colonna). La trabeazione, a differenza che nei templi ionici arcaici, prevedeva la compresenza del fregio e dei dentelli. Gli elementi che costituiscono l'ordine presentano forme, decorazioni e proporzioni che divennero poi canoniche nell'architettura romana.
Il fregio ionico rappresentava una Amazzonomachia: 43 lastre sono conservate al Museo del Louvre ed altre al Museo archeologico di Istanbul. Una ricostruzione dell'ordine è presente nel Pergamonmuseum di Berlino.
Sul timpano della facciata principale (sul lato ovest) erano presenti tre aperture a finestra, il cui scopo doveva servire a far passare la luce della luna per illuminare la statua della dea all'interno.

### Altare e santuario

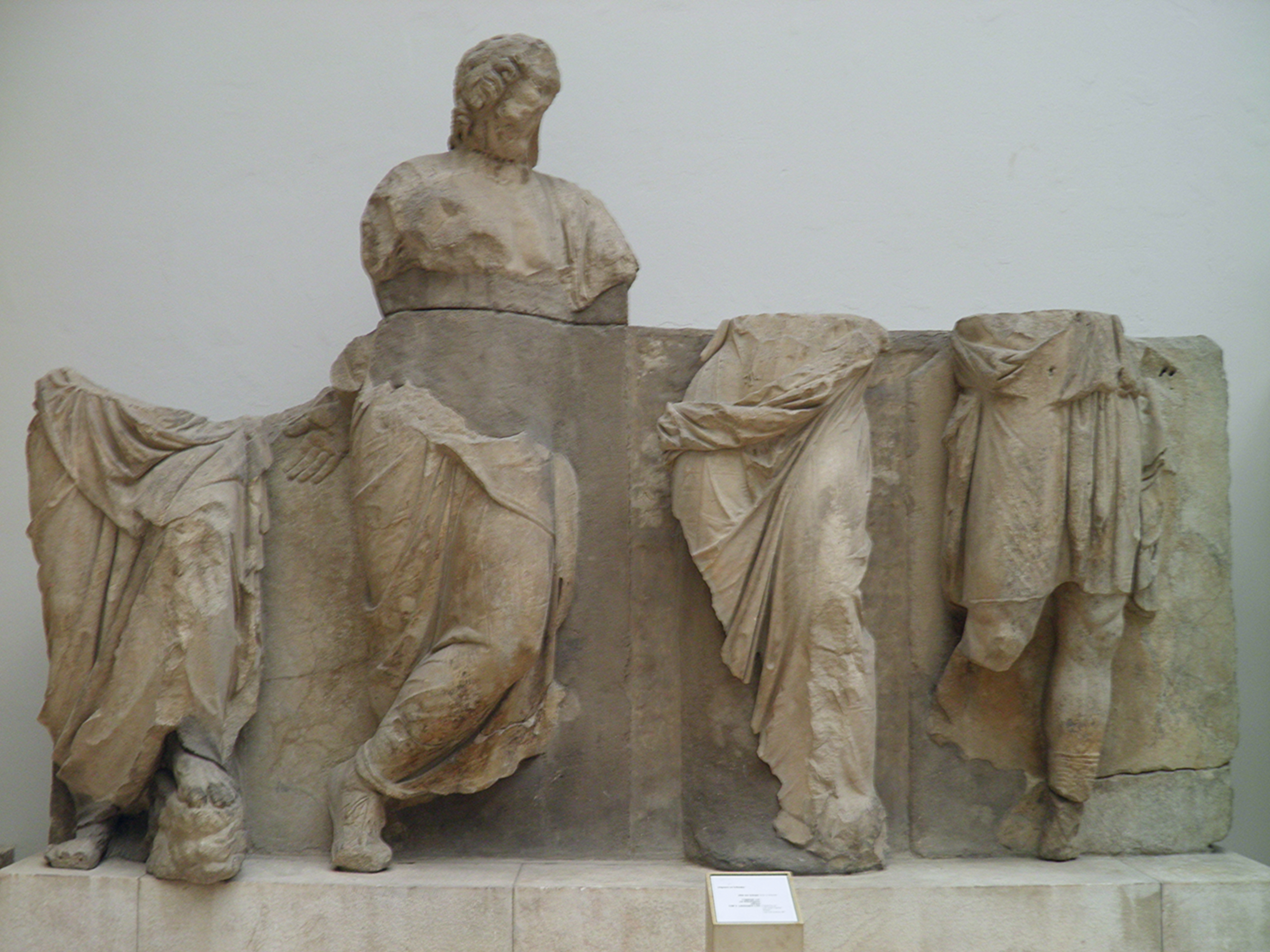
Fregio dall'altare nel Pergamonmuseum di Berlino

Davanti al tempio sorgeva un altare monumentale (23,07 x 15,62 m) ornato da un fregio con figure di divinità (conservate a Berlino).
Il tempio e l'altare si trovavano in una grande piazza circondata sui lati e sul fondo da un portico di ordine dorico; sul lato occidentale un propileo con quattro colonne ioniche tra due pilastri, permetteva l'accesso al santuario dall'agorà cittadina.

## Feste
Una serie di iscrizioni, rinvenute nell'agorà della città, sulla quale si aprivano i propilei del santuario, riguarda le feste in onore della dea, tenute ogni quattro anni. L'iscrizione più importante è costituita dal decreto cittadino di fondazione della festa, che cita l'apparizione della dea nell'anno 221-220 a.C. e la consultazione dell'oracolo di Delfi. Più tardi (208 a.C.) la festa divenne panellenica, con inviti inviati ai re e alle città greche, le cui risposte vennero ugualmente affisse nell'agorà. La prima celebrazione si svolse nel 202 a.C.